# لايف أوك (كاليفورنيا)
لايف أوك (بالإنجليزية: Live Oak)‏ هي إحدى مدن مقاطعة سوتير، كاليفورنيا. تم إعطاءها لقب مدينة في 22 يناير، 1947.